# Stephen McGlede
Stephen McGlede (né le 13 avril 1969 dans le  Victoria) est un coureur cycliste australien. Spécialiste de la poursuite et de la course aux points sur piste, il a notamment été champion du monde de la course aux points amateurs en 1990 et médaillé olympique de la poursuite par équipes en 1988 à Séoul et en 1992 à Barcelone.

## Palmarès sur piste

### Jeux olympiques
- Séoul 1988
  -  Médaillé de bronze de la poursuite par équipe

- Barcelone 1992
  -  Médaillé d'argent de la poursuite par équipe
  - Abandon lors de la course aux points

### Championnats du monde
- Maebashi 1990
  -  Champion du monde de la course aux points amateurs
  -  Médaillé de bronze de la poursuite par équipe amateurs

- Stuttgart 1991
  -  Médaillé d'argent de la course aux points amateurs
  -  Médaillé de bronze de la poursuite par équipe amateurs

### Jeux du Commonwealth
- 1990
  -  Médaillé de bronze des 10 miles

## Palmarès sur route
- 1990
  - 2e du Circuit franco-belge
- 1992
  - 4e étape de la Semaine cycliste lombarde

## Distinctions
- Athlète de l'année aux Australian Institute of Sport Awards  : 1990